# منطقة كندرابارا
كندرابارا رمزها «KP» (بالإنجليزية: Kendrapara)‏ ، هو تقسيم إداري لدولة الهند تتبع ولاية أوريسا (بالإنجليزية: Orissa)‏ ، مركزها هو مدينة كندرابارا (بالإنجليزية: Kendrapara)‏ عدد سكانها حسب تعداد سنة 2001 هو 1,301,856 ، مساحتها 2,546 كم² وكثافة السكان 511 لكل كم² .